# Nöttja bokskog
Nöttja bokskog är ett naturreservat i Ljungby kommun i Kronobergs län.
Reservatet är 5 hektar stort och beläget sydost om Torpa. Nöttja bokskog blev 1960 ett domänreservat men ombildades 1996 till naturreservat.

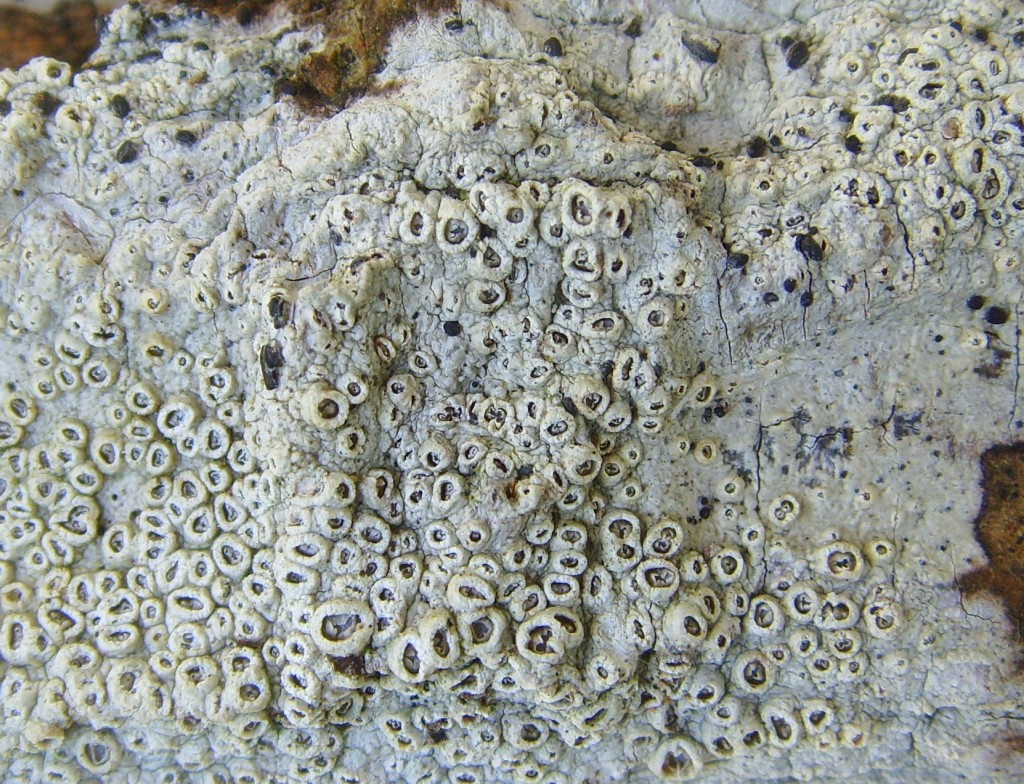
Havstulpanlav

Ädellövskogen domineras av bok men där finns även ek, lönn och asp. I reservatet finns en del döda träd. Odlingsrösen och konturerna av små åkrar vittnar om att delar av området varit brukat. I området kan man finna lavar som lunglav och havstulpanlav.